# Клубе Наутико Капибарибе
Клубе Наутико Капибарибе, или само Наутико, е бразилски футболен клуб от град Ресифе, щат Пернамбуко.
Наутико е единственият отбор от Пернамбуко спечелил щатския шампионат 6 поредни пъти от 1963 до 1968.

## История
Отборът е създаден на 7 април, 1901 от отбор по гребане.
В началото Наутико е известен като „отбора на богатите“ като не поизволяват на чернокожи да играят в тима.

## Титли
- Копа Норте: 1965, 1966, 1967
- Кампеонато Пернамбуко (Шампионат на щата Пернамбуко): 1934, 1939, 1945, 1950, 1951, 1952, 1954, 1960, 1963, 1964, 1965, 1966, 1967, 1968, 1974, 1984, 1985, 1989, 2001, 2002, 2004

## Известни футболисти
- Баиано
- Бита
- Бизу
- Куки
- Надо